# La Chaux (Doubs)
La Chaux és un municipi francès situat al departament del Doubs i a la regió de Borgonya - Franc Comtat. L'any 2007 tenia 419 habitants.

## Demografia

### Població
El 2007 la població de fet de La Chaux era de 419 persones. Hi havia 160 famílies de les quals 36 eren unipersonals (12 homes vivint sols i 24 dones vivint soles), 40 parelles sense fills, 76 parelles amb fills i 8 famílies monoparentals amb fills.
La població ha evolucionat segons el següent gràfic:
Habitants censats

### Habitatges
El 2007 hi havia 212 habitatges, 157 eren l'habitatge principal de la família, 32 eren segones residències i 23 estaven desocupats. 154 eren cases i 58 eren apartaments. Dels 157 habitatges principals, 131 estaven ocupats pels seus propietaris, 23 estaven llogats i ocupats pels llogaters i 3 estaven cedits a títol gratuït; 2 tenien una cambra, 5 en tenien dues, 18 en tenien tres, 28 en tenien quatre i 104 en tenien cinc o més. 136 habitatges disposaven pel capbaix d'una plaça de pàrquing. A 70 habitatges hi havia un automòbil i a 75 n'hi havia dos o més.

### Piràmide de població
La piràmide de població per edats i sexe el 2009 era:
| Homes | Edats   | Dones |
| ----- | ------- | ----- |
| 0     | 95 o +  | 0     |
| 0     | 90 a 94 | 0     |
| 0     | 85 a 89 | 4     |
| 4     | 80 a 84 | 4     |
| 8     | 75 a 79 | 4     |
| 4     | 70 a 74 | 16    |
| 4     | 65 a 69 | 4     |
| 4     | 60 a 64 | 12    |
| 8     | 55 a 59 | 4     |
| 16    | 50 a 54 | 12    |
| 20    | 45 a 49 | 24    |
| 12    | 40 a 44 | 0     |
| 32    | 35 a 39 | 20    |
| 8     | 30 a 34 | 16    |
| 4     | 25 a 29 | 8     |
| 4     | 20 a 24 | 20    |
| 16    | 15 a 19 | 20    |
| 20    | 10 a 14 | 4     |
| 16    | 5 a 9   | 12    |
| 24    | 0 a 4   | 4     |

## Economia
El 2007 la població en edat de treballar era de 265 persones, 210 eren actives i 55 eren inactives. De les 210 persones actives 201 estaven ocupades (112 homes i 89 dones) i 9 estaven aturades (3 homes i 6 dones). De les 55 persones inactives 24 estaven jubilades, 18 estaven estudiant i 13 estaven classificades com a «altres inactius».

### Ingressos
El 2009 a La Chaux hi havia 160 unitats fiscals que integraven 426 persones, la mediana anual d'ingressos fiscals per persona era de 19.091,5 €.

### Activitats econòmiques
Dels 13 establiments que hi havia el 2007, 1 era d'una empresa alimentària, 1 d'una empresa de fabricació de material elèctric, 4 d'empreses de construcció, 2 d'empreses de comerç i reparació d'automòbils, 2 d'empreses d'hostatgeria i restauració, 2 d'empreses de serveis i 1 d'una empresa classificada com a «altres activitats de serveis».
Dels 5 establiments de servei als particulars que hi havia el 2009, 4 eren fusteries i 1 restaurant.
L'any 2000 a La Chaux hi havia 23 explotacions agrícoles que ocupaven un total de 1.278 hectàrees.

## Equipaments sanitaris i escolars
El 2009 hi havia una escola elemental integrada dins d'un grup escolar amb les comunes properes formant una escola dispersa.

## Poblacions més properes
El següent diagrama mostra les poblacions més properes.